# Zeche Mercur
Die Zeche Mercur ist ein ehemaliges Steinkohlenbergwerk in Bochum-Rauendahl / Hattingen-Rauendahl. Das Bergwerk war auch unter dem Namen Zeche Merkur bekannt. Das Bergwerk wurde während seiner 40-jährigen Geschichte mehrfach in Fristen gelegt und anschließend wieder in Betrieb genommen.

## Bergwerksgeschichte
Am 25. Mai des Jahres 1839 und am 9. Januar des Jahres 1841 wurde ein Geviertfeld verliehen. Im Jahr 1855 wurde das Bergwerk in Fristen gelegt. Im Jahr 1857 war das Bergwerk wieder in Betrieb. Ab dem 4. Quartal des Jahres 1861 wurde das Bergwerk wieder außer Betrieb genommen und anschließend versteigert. Im Jahr 1865 wurde das Bergwerk in den Unterlagen des Bergamtes genannt, ob das Bergwerk in Betrieb war, ist in den Unterlagen nicht ersichtlich. Bis zum Jahr 1873 lag das Bergwerk erneut in Fristen. Im Jahr 1873 wurden mit 13 Bergleuten 605 Tonnen Steinkohle gefördert. Im Jahr darauf wurde die Zeche Mercur erneut in Fristen gelegt. In den Jahren 1875 und 1876 war das Bergwerk wieder in Betrieb, jedoch ist die Dauer des Betriebes nicht bekannt. Im Jahr 1879 wurde die Zeche Mercur erneut in Fristen gelegt, danach fehlen weitere Angaben über das Bergwerk.